# Žilina (Repubblica Ceca)
Žilina é uma comunas checa localizada na região da Boêmia Central, distrito de Kladno.